# Лебедь X-3
Лебедь X-3 (Cygnus X-3) — двойная звезда с релятивистским компаньоном, возможно, чёрной дырой. Это один из самых загадочных объектов нашей Вселенной. Источник видимого излучения расположен далеко, да к тому же практически в экваториальной плоскости Галактики, и потому закрыт от земного наблюдателя толстым слоем поглощающей пыли. Главная звезда класса звёзд Вольфа − Райе. В рентгеновском диапазоне система Лебедь Х-3 переменна: её яркость меняется с периодом около 4.8 часа.

## Краткая история исследований
Рентгеновский источник Лебедь Х-3 был открыт в 1966 г., в эпоху великих открытий рентгеновской астрономии и получил своё наименование как третий рентгеновский источник в созвездии Лебедя. Наблюдения со специализированного спутника UHURU, проведённые в начале 70-х годов, подтвердили его статус дискретного галактического источника. По четвёртому каталогу UHURU он значится как 4U2030 + 40. Однако широкое внимание к себе Лебедь Х-3 привлёк сначала не как рентгеновский источник, а как источник вспышечного радиоизлучения. 2 сентября 1972 года канадские радиоастрономы зарегистрировали мощную вспышку, в направлении на Лебедь Х-3 , вслед за которой, с интервалом в две недели, последовала вторая радиовспышка, ещё более мощная. Известие о первом же событии было разослано во все астрономические центры и, как принято в подобных случаях, указанный источник стал предметом исследований всеми доступными средствами наблюдений, включая и орбитальные телескопы.

## Феномены излучения
Зарегистрированная интенсивность мюонов в 1985 г., по крайней мере, в 20 раз больше, чем она должна быть в предположении. Таким образом, от Лебедь Х-3 приходят какие-то другие частицы сверхвысоких энергий, отличные от фотонов. Возможно, эти частицы являются свободными глюонами. Большая удалённость Лебедя Х-3 от земного наблюдателя при регистрируемом потоке излучения приводит к выводу о высокой светимости объекта. Даже в спокойном состоянии светимость радиоисточника составляет 10 31 эрг/с, а во время вспышек она достигает значения 10 35 эрг/с. Последняя величина сравнима со светимостью оболочек молодых сверхновых, таких, например, как Кассиопея A.
Команда астрономов под руководством сотрудника Института им. Макса Планка Питера Предела в 2000 году измерила задержку, с которой эта периодичность повторяется в гало на некотором удалении от источника: порядка 15 минут. Отсюда немедленно следовало, что до него около 30000 световых лет (точность не хуже 20 %). Значит, система Лебедь Х-3 не принадлежит ни нашему рукаву Ориона-Лебедя, ни даже соседнему рукаву Персея. Перед нами обитатель далёких окраин Млечного Пути.

## Вопрос о статусе объекта
Лебедь Х-3 определённо не является типичной двойной рентгеновской системой с аккрецией. Такому предположению противоречат следующие надёжно установленные факты:
- Радиоизлучение источника намного превышает то, что наблюдается у всех двойных рентгеновских объектов. Даже в «спокойном» состоянии отношение радио и рентгеновских потоков Лебедя Х-3 на два порядка больше, чем у типичного двойного рентгеновского источника Скорпион Х-1.
- Энергия, выделяемая при радиовспышках Лебедя Х-3 только в релятивистских электронах, значительно превосходит энергию типичной вспышки в источниках типа U Близнецов.
- Лебедь Х-3 является мощным источником γ-излучения от 108 эВ до 1016 эВ, чего не наблюдается у обычных рентгеновских источников.

Всё это позволяет сделать вывод, что, возможно, данный объект − первый блазар, находящийся вне ядра галактики.
Гал.долгота 79,8455° 

Гал.широта +0.7001° 

Расстояние 30 000 св. лет